# Euchlanis pyriformis
Euchlanis pyriformis is een raderdiertjessoort uit de familie Euchlanidae. De wetenschappelijke naam van deze soort is voor het eerst geldig gepubliceerd in 1851 door Gosse.